# 高円寺天祖神社
高円寺天祖神社（こうえんじてんそじんじゃ）は、東京都杉並区高円寺南にある神社。

## 由緒

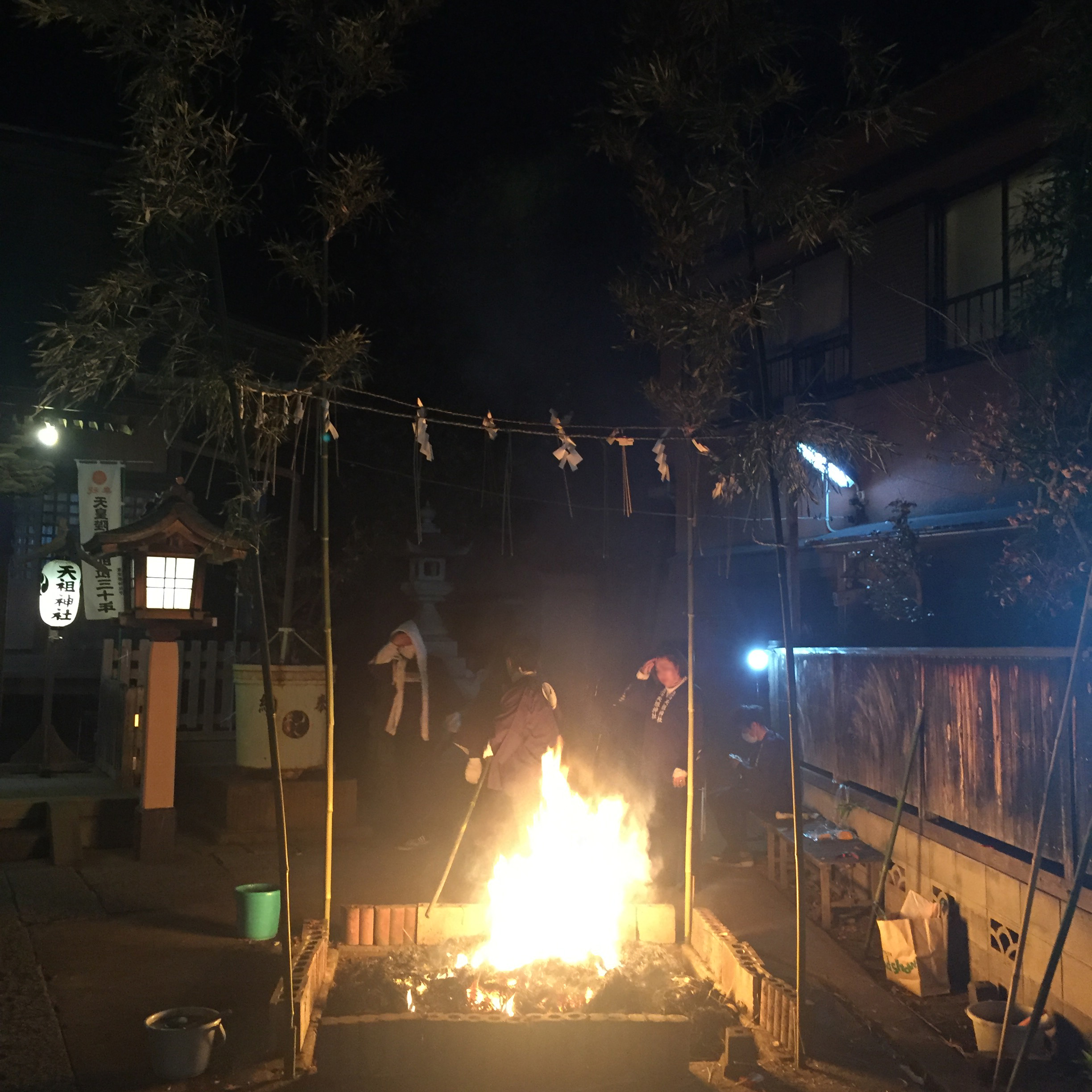
除夜の御焚上

当神社は、寛治元年(1087年)に信仰心の強い山下久七なる人物が、伊勢神宮へ参拝し、御分霊を賜り、この地に仮に社殿を建てて奉納したことが始まりであるという。現在の拝殿は天保2年（1831年）9月、幣殿と本殿は明治21年（1888年）2月に建てられたもの。関東大震災を機に氏子の居住者が増えたのに伴い、大正15年（1926年）に社殿の修築などを行った。
昭和2年（1927年）に村社になった。

## 境内末社
- 三峯神社
- 清姫稲荷神社

## 境外末社
- 田中稲荷神社

## アクセス
- 東京メトロ丸ノ内線・東高円寺駅より徒歩3分
- 拝観は無料。